# Humberto Montes
Humberto Montes (La Paz, Bolivia; 1892) fue un futbolista, dirigente deportivo, entrenador y político boliviano de principios del siglo XX.

## Biografía
Humberto Montes nació en la ciudad de La Paz alrededor de 1892. El y su familia estuvieron muy ligados al Club The Strongest de esa ciudad, tanto en calidad de socio como de jugador y posteriormente de entrenador y dirigente deportivo, siendo presidente de la institución en 1919.

## Carrera Deportiva

### Club The Strongest
Jugó en la posición de centrodelantero. De contextura menuda y ágil, fue uno de los motores del histórico equipo de The Strongest que obtuvo tres títulos de la Liga de La Paz (1914, 1916 y 1917), tres Torneos de Copa (1911, 1915, 1916) y el Torneo Interdepartamental frente a Oruro Royal de 1915.

### Club Colombia
Combinó sus obligaciones en el cargo de diplomático por Bolivia en Bogotá (Colombia) con la práctica del fútbol, y fue fichado por el Club Colombia, uno de los equipos más importantes de la ciudad de Bogotá en aquel entonces. Ganó la denominada “Copa Concha” donada por el presidente de la República en un partido jugado frente al Bartolinos.
Los miembros del elenco bogotano ofrecieron un “suntuoso banquete” en su honor, como reconocimiento y reciprocidad en el Hotel Cote, con una orquesta que amenizó la velada. 

### Palmarés
| Torneo                    | Club          | País     | Año  |
| ------------------------- | ------------- | -------- | ---- |
| Copa Prefectural          | The Strongest | Bolivia  | 1911 |
| Campeonato de la LPFA     | The Strongest | Bolivia  | 1914 |
| Copa Asociación           | The Strongest | Bolivia  | 1915 |
| Torneo Interdepartamental | The Strongest | Bolivia  | 1915 |
| Campeonato de la LPFA     | The Strongest | Bolivia  | 1916 |
| Copa 20 de Octubre        | The Strongest | Bolivia  | 1916 |
| Campeonato de la LPFA     | The Strongest | Bolivia  | 1917 |
| Copa Concha               | Club Colombia | Colombia | 1918 |

## Dirigente deportivo
A su retorno a Bolivia, Montes siguió vinculado activamente a The Strongest, del cual ejerció la presidencia entre 1919 y 1923. Dos primeros lugares luego de un receso en el fútbol paceño (1922, 1923) abrieron un tetra-campeonato esa época. En 1925 fue director técnico y entre 1926 y 1927 vocal del directorio.
| Antecesor: Hugo Alipaz Solares | Presidente de The Strongest 1919-1923 | Sucesor: Armando Arce |

## Carrera política
Organizador de la Juventud Liberal, trabajó en el proceso electoral de 1917. Durante el gobierno de José Gutiérrez Guerra, fue designado adjunto civil de la legación de Bolivia en Santa Fe de Bogotá, Colombia cuando tenía 25 años más o menos el año 1918. Cargo ejercido con gran éxito durante un año.
- Datos: Q25408732